# Voix œsophagienne
 (avril 2013).
Si vous disposez d'ouvrages ou d'articles de référence ou si vous connaissez des sites web de qualité traitant du thème abordé ici, merci de compléter l'article en donnant les références utiles à sa vérifiabilité et en les liant à la section « Notes et références ».
La voix œsophagienne est un procédé qui permet à un individu n'ayant plus de cordes vocales, à la suite d'une laryngectomie totale, de produire des sons et donc une parole acceptable grâce à la mise en vibration de la bouche œsophagienne (bouche, oropharynx et hypopharynx) lors du passage de l'air.

## Procédés techniques
Deux techniques permettent la mise en vibration de la bouche œsophagienne : la première consiste à injecter la quantité d'air intra-buccal dans la jonction pharyngo-œsophagienne, qui ressort par la suite sous forme d'un « rot », il s'agit de la voix oro-œsophagienne (V.O.O), et la seconde consiste à projeter l'air pulmonaire dans l'œsophage, à travers une fistule créée chirurgicalement entre la trachée et l'œsophage, il s'agit de la voix trachéo-œsophagienne (V.T.O).
La voix oro-œsophagienne est moins forte et plus rauque que la parole laryngée. On peut prononcer moins de mots à la suite. De bons locuteurs arrivent à produire environ 5 à 10 syllabes par injection d'air dans l'œsophage (voix oro-œsophagienne classique) et bien davantage en voix trachéo-œsohagienne, soit 120 mots à la minute.
À cause de la grande surface de vibration pharyngo-œsophagienne, la hauteur de la voix œsophagienne est très basse, entre 50 et 100 Hz. Pendant l'émission de la voix œsophagienne, la hauteur et l'intensité sont en corrélation ; une voix grave est produite avec peu d'intensité et une voix aiguë est produite avec plus d'intensité. La production de cette dernière demande plus de tonus et d'énergie.

## Descriptif
Avec la voix trachéo-œsophagienne, l'air provenant des poumons (grâce à l'obturation au doigt du trachéostome ou par une valve trachéale automatique) va créer des vibrations de la bouche œsophagienne comme pour la voix oro-œsophagienne classique mais avec une qualité bien supérieure au niveau de l'intensité, de la modulation et de la durée. La communication créée entre la trachée et l'œsophage peut être effectuée chez tous les laryngectomisés totaux, en première intention (le jour de leur laryngectomie) ou en deuxième intention (à distance de la laryngectomie). Le chirurgien insère dans la fistule un « implant phonatoire » qui permet de maintenir la communication ouverte et qui comprend une valve de phonation. La valve de phonation ferme la lumière de l'implant pour protéger les poumons des fuites salivaires et liquides, lors de la phonation, elle s'ouvre pour laisser passer le souffle pulmonaire dans l'œsophage, à ce moment-là, le laryngectomisé obture son trachéostome à la parole et l'ouvre pour la respiration. 
Une gymnastique respiratoire et manuelle est ainsi à acquérir. L'apprentissage est rapide, quasi instantané dans la majorité des cas. La mise en place de l'implant est une procédure simple dont la durée peut varier entre 25 et 35 minutes, elle nécessite un passage au bloc opératoire avec anesthésie générale.  Les implants sont remplacés au fauteuil de consultation, avec une simple anesthésie locale, pas souvent nécessaire. Le changement de l'implant est prévu tous les 8 mois en moyenne et prend de 10 à 15 minutes. Les implants phonatoires présentent des complications (fuites alimentaires autour de l'implant, granulomes, déplacements etc.) mais ne sont pas sévères et sont maîtrisées rapidement par le chirurgien lors de la consultation.

## Appareillage
Un électrolarynx est un appareil portable qui est maintenu contre le cou, et qui fournit des vibrations pour permettre la parole. C'est un pis-aller en attendant l'acquisition d'une voix œsophagienne ou en cas d'échec. Les électrolarynx peuvent être utilisés immédiatement après l'intervention chirurgicale (parfois une sonde buccale est nécessaire, le cou étant trop sensible juste après l'opération).